# Каличе, Генрих фон
Генрих фон Каличе (нем. Heinrich Freiherr von Calice; 1831—1912) — австро-венгерский дипломат.
В 1868—1873 годах Каличе был первым австрийским дипломатическим агентом в Китае и Японии. В 1874 году был назначен посланником в Бухарест. На Константинопольской конференции 1877 года Каличе был представителем от Австро-Венгрии. В 1880—1906 годах состоял послом в Константинополе.